# Angela Haynes
Angela Haynes (født 27. september 1984 i Bellflower, California, USA) er en professionel tennisspiller fra USA.